# Frank Cuhel
Frank Cuhel (Frank Josef Cuhel; * 23. September 1904 in Cedar Rapids, Iowa; † 22. Februar 1943 bei Lissabon) war ein US-amerikanischer Hürdenläufer.
1928 qualifizierte er sich bei den US-Ausscheidungskämpfen im 400-Meter-Hürdenlauf mit 52,1 s als Zweiter hinter Morgan Taylor, der mit 52,0 s einen Weltrekord aufstellte, für die Olympischen Spiele in Amsterdam. Dort jedoch konnten beide US-Amerikaner nicht diese Form wiederholen: Cuhel gewann Silber mit 53,6 s hinter dem Briten Lord Burghley (53,4 s) und vor dem zeitgleichen Taylor.
Im selben Jahr wurde Cuhel US-Meister über 200 m Hürden in der Geraden und, für die University of Iowa startend, NCAA-Meister über 220 Yards Hürden.
Frank Cuhel starb als Kriegskorrespondent beim Absturz der Boeing 314 Yankee Clipper in den Fluss Tejo.